# Organización de Aviación Civil Internacional
La Organización de Aviación Civil Internacional (OACI) es una agencia especializada de la Organización de las Naciones Unidas creada en 1944 por el Convenio sobre Aviación Civil Internacional para estudiar los problemas de la aviación civil internacional y promover los reglamentos y normas únicos en la aeronáutica mundial. La dirige un consejo permanente con sede en Montreal, Canadá.

## Historia
Pocas personas saben que la OACI tuvo un precursor. La Comisión Internacional para la Navegación Aérea (ICAN) fue creada por el Convenio de París el 13 de octubre de 1919 como parte de una gran reorganización internacional posterior a la Primera Guerra Mundial.
Francia también debe ser reconocida por haber formado la primera federación relacionada con la aviación de cualquier tipo: la Fédération Aéronautique Internationale se estableció en 1905 como una organización no gubernamental y sin fines de lucro para promover las actividades aeronáuticas y astronáuticas en todo el mundo, particularmente en el campo de la deportes aéreos, así como para fomentar las habilidades, competencias y medidas de seguridad relacionadas.
Sin embargo, existe una aceptación general de que 1919 fue el año en que nació la industria del transporte aéreo internacional, incluso a pesar de que el primer servicio aéreo programado había operado en Tampa Bay, Florida (EE. UU.) durante los primeros cuatro meses de 1914.
1919 también marcó el año en que se estableció el precursor de la actual Asociación Internacional de Transporte Aéreo (IATA), cuando los representantes de cinco compañías de transporte aéreo de Dinamarca, Alemania, Gran Bretaña, Noruega y Suecia se reunieron en La Haya, Países Bajos, para firmar un acuerdo a fin de formar la Asociación Internacional de Tráfico Aéreo.
Hasta 1919, y durante muchos años después, gran parte de la actividad de transporte aéreo comercial mundial se centró en el transporte de correo aéreo. Estos primeros días pioneros de la aviación civil fueron inmortalizados por el apasionado piloto Antoine de Saint-Exupéry en su novela Vol de Nuit, que cautivó la imaginación del mundo.
Desde 1919 y hasta 1944 se realizaron una serie de desarrollos de aviación civil adicionales e importantes que ayudaron a crear una base sólida a partir de la cual se podría realizar más tarde el Convenio de Chicago.
En 1925, por ejemplo, se convocó en París la Primera Conferencia Internacional de Derecho Aéreo Privado para examinar las obligaciones legales de las líneas aéreas y emprender el inmenso trabajo de codificar el derecho aeronáutico privado. El protocolo final de esta Conferencia requería la creación de un comité especial de expertos, el Comité International Technique d'Experts Juridiques Aériens, o CITEJA.
En 1926, se desarrolló una Convención Iberoamericana bajo el liderazgo de España, con Portugal y los Estados de América Latina, mientras que los Estados Unidos y el Reino Unido aprobaron regulaciones relacionadas con la gobernanza del comercio aéreo en sus territorios.
En 1929 se firmó en Varsovia el Convenio para la unificación de ciertas reglas relativas al transporte aéreo internacional. Entró en vigor a principios de 1933. El Convenio de Varsovia establecía las condiciones del transporte aéreo internacional con respecto a los documentos utilizados para dicho transporte y de la responsabilidad del transportista aéreo (en ese momento unos 10.000 dólares por cada pasajero y unos 20 dólares por kilogramo de equipaje facturado o mercancías).
También en 1933 se firmó en Roma el Convenio sobre Daños Causados por Aeronaves Extranjeras a Terceros en la Superficie de 1933. Esto fue modificado posteriormente por el Protocolo de Bruselas de 1938 para permitir algunas defensas básicas para las aseguradoras. También en 1933 se firmó en La Haya el primer Convenio Sanitario Internacional para la Navegación Aérea (sin conferencia) para proteger a las comunidades contra las enfermedades susceptibles de ser importadas por las aeronaves, así como al personal de vuelo contra las enfermedades debidas a los vuelos.
En la década de 1930, en general, también la cooperación entre las líneas aéreas mundiales avanzó rápidamente bajo la IATA, y se desarrollaron muchas normas técnicas nuevas y reglamentos de transporte aéreo comercial. Esto incluyó la estandarización técnica de las cabinas, la prevención de incendios, los aeropuertos marítimos y la acumulación de hielo, así como las normas que rigen la contabilidad de ingresos y la gestión del tráfico.
Si bien este desarrollo acelerado del transporte aéreo civil se vio interrumpido por la Segunda Guerra Mundial de 1940 a 1945, los avances logrados durante este período fueron fundamentales para la realización del marco global final que ahora se gestiona a través de la OACI.
La Segunda Guerra Mundial fue un elemento catalizador decisivo en el desarrollo técnico de los aviones. Durante ese período, se estableció una vasta red de transporte de pasajeros y carga, pero hubo que enfrentar muchos obstáculos, tanto políticos como técnicos, para transformar las instalaciones y rutas en función de sus nuevos fines civiles.
En vista de estudios realizados por los Estados Unidos y diversas consultas con sus principales aliados, el gobierno estadounidense invitó a 55 Estados a asistir a la Conferencia sobre Aviación Civil Internacional en Chicago, en 1944.
Los delegados se reunieron en una época muy sombría de la historia de la humanidad y viajaron a Chicago asumiendo gran riesgo personal. Muchos de los países representados estaban todavía bajo ocupación. Finalmente, 54 de los 55 Estados invitados asistieron a la Conferencia de Chicago y para el día de su clausura, el 7 de diciembre de 1944, 52 de ellos habían firmado el nuevo Convenio sobre Aviación Civil Internacional que se había concertado.
Este acuerdo histórico, más conocido entonces y ahora como el “Convenio de Chicago”, sentó la base de las normas y procedimientos de la navegación aérea mundial en tiempos de paz. En él se establece como su objetivo principal que la aviación civil internacional debe desarrollarse "de manera segura y ordenada” y que los servicios de transporte aéreo deben establecerse “sobre una base de igualdad de oportunidades y realizarse de modo sano y económico”.
Con el Convenio de Chicago se formalizó la conformación de un organismo especializado, la Organización de Aviación Civil Internacional (OACI), para dirigir y apoyar la intensa cooperación internacional que requeriría la naciente red del transporte aéreo mundial.
Anticipando las demoras habituales para la ratificación del Convenio, la Conferencia de Chicago acordó la conformación provisional de la Organización mientras se lograba el número suficiente de ratificaciones, conocida como OPACI, que actuó en el entretanto como organismo asesor y coordinador.
La OPACI constó de un Consejo Provisional y una Asamblea Provisional. A partir de junio de 1945, el Consejo Provisional, compuesto de representantes de 21 Estados miembros, se reunió permanentemente en Montreal, Canadá. La primera Asamblea Provisional de la OPACI, precursora de las actuales Asambleas trienales de la OACI, también se celebró en Montreal en junio de 1946.
El 4 de abril de 1947, al obtenerse el número suficiente de ratificaciones del Convenio de Chicago (26), el carácter provisional de la OPACI dejó de ser pertinente y esta pasó a ser oficialmente la OACI. La primera Asamblea oficial de la OACI se celebró en Montreal en mayo de dicho año.
El mandato principal de la OACI ha sido y sigue siendo ayudar a los Estados a alcanzar el nivel más alto posible de uniformidad en la reglamentación, procedimientos internacionales y organización de la aviación civil, lo cual es posible en cuanto este Organismo, a través del Consejo, cumple la función de adoptar y enmendar normas y métodos recomendados de alcance principalmente técnico a modo de modelo regulatorio que los Estados Parte del Convenio siguen para cumplir tal compromiso de uniformidad, que en su conjunto se conocen como SARPS (Standard and Recommended Practices) y son publicados por la OACI a través de los Anexos al Convenio sobre Aviación Civil Internacional, acompañados algunos de ellos por una amplia serie de documentos adicionales.
En el curso de esta marcha hacia la era moderna del transporte aéreo, el número de Anexos al Convenio ha aumentado y la evolución de los mismos ha sido tal que ahora contienen más de 12.000 normas y métodos recomendados (SARPS) internacionales que, en su adopción, son el resultado del consenso de los Estados miembros de la OACI.
Estos SARPS, sumados al extraordinario avance y las contribuciones de los explotadores y fabricantes del sector del transporte aéreo en los decenios transcurridos, han hecho posible que se reconozca ahora que la red de transporte aéreo internacional moderna es un elemento impulsor fundamental del desarrollo socioeconómico y uno de los logros de cooperación más importantes de la humanidad.
En abril de 2013, Catar ofreció servir como nueva sede permanente de la Organización, prometiendo construir una nueva sede masiva para la OACI y cubrir todos los gastos de traslado, afirmando que Montreal "estaba demasiado lejos de Europa y Asia", "tenía inviernos fríos", era difícil asistir debido a la negativa del gobierno canadiense a proporcionar visas de manera oportuna y que los impuestos implantados por la OACI a Canadá eran demasiado altos. Según The Globe and Mail, el movimiento de Catar fue al menos en parte motivado por la política exterior proisraelí del primer ministro canadiense Stephen Harper. Aproximadamente un mes después, Catar retiró su oferta tras una propuesta separada al Consejo de la OACI para trasladar la conferencia trienal de la OACI a Doha, que fue derrotada por una votación de 22 a 14.

## La OACI y su relación con la ONU
En la Conferencia de Chicago, los redactores del Convenio sobre Aviación Civil Internacional habían anticipado el surgimiento en la posguerra de una organización del tipo de las Naciones Unidas. Introdujeron en consecuencia una disposición relativa a la posibilidad de que la OACI se convirtiera en un integrante de tal organización, como sigue:
Artículo 64:La Organización puede, por voto de la Asamblea, en lo que respecta a cuestiones aéreas de su competencia que afecten directamente a la seguridad mundial, concluir arreglos apropiados con toda organización general que establezcan las naciones del mundo para preservar la paz.
En la primera Asamblea de la OACI, celebrada en mayo de 1947, se adoptó la Resolución A1-2 por voto unánime de los 32 Estados contratantes representados en la tercera sesión plenaria. Se aprobó así el acuerdo relativo a la relación con las Naciones Unidas (ONU) y se autorizó al Presidente del Consejo a concluir un protocolo por el que entró en vigor el acuerdo relativo a la mencionada relación entre la ONU y la OACI.
El Presidente Warner firmó el protocolo el 3 de octubre de 1947 y la OACI se convirtió en organismo especializado de la ONU. En virtud de dicho acuerdo, cada organización se compromete a satisfacer determinados requisitos que permiten a la otra participar en sus trabajos en la medida necesaria para cumplir ciertos artículos del Convenio de Chicago y la Carta de la ONU.
Mientras la OACI siguió siendo un organismo independiente y autónomo, la adquisición de la categoría de integrante de la Organización de las Naciones Unidas constituyó un paso importante que redundó en gran beneficio de sus Estados contratantes en los años siguientes, principalmente por intermedio del Programa de Asistencia Técnica de la ONU
En calidad de organismo especializado de la ONU, la OACI trabaja estrechamente con esta última, particularmente con el Consejo Económico y Social de las Naciones Unidas. Dado su mandato técnico, la OACI trabaja también de esta manera con otros organismos especializados de la ONU y organizaciones internacionales, tales como:
1. Unión Internacional de Telecomunicaciones (UIT);
2. Organismo Internacional de Energía Atómica (OIEA);
3. Organización Internacional del Trabajo (OIT);
4. Organización Marítima Internacional (OMI);
5. Unión Postal Universal (UPU);
6. Organización Meteorológica Mundial (OMM);
7. Organización Mundial de la Salud (OMS); y
8. Organización Mundial del Turismo (OMT).[10]

## Objetivos
1. Fomentar las artes para diseñar rutas aéreas, aeropuertos y apoyo para la navegación aérea en la aviación civil internacional.
2. Satisfacer las necesidades de los pueblos del mundo en lo tocante a transportes aéreos seguros, regulares, eficientes y económicos.
3. Evitar el despilfarro de recursos económicos por la competencia desleal.
4. Garantizar la seguridad internacional.
5. Evitar la parcialidad entre Estados contratantes.
6. Fomentar la seguridad de los vuelos en la navegación aérea internacional.
7. Fomentar el desarrollo.

## Estatutos
La novena edición del Convenio sobre Aviación Civil Internacional incluye modificaciones desde 1948 hasta 2006. La OACI hace referencia a su actual edición del Convenio como Estatuto y lo designa como Documento 7300/9 de la OACI. El Convenio tiene 19 Anexos que se enumeran por título en el artículo Convenio sobre Aviación Civil Internacional.

## Miembros

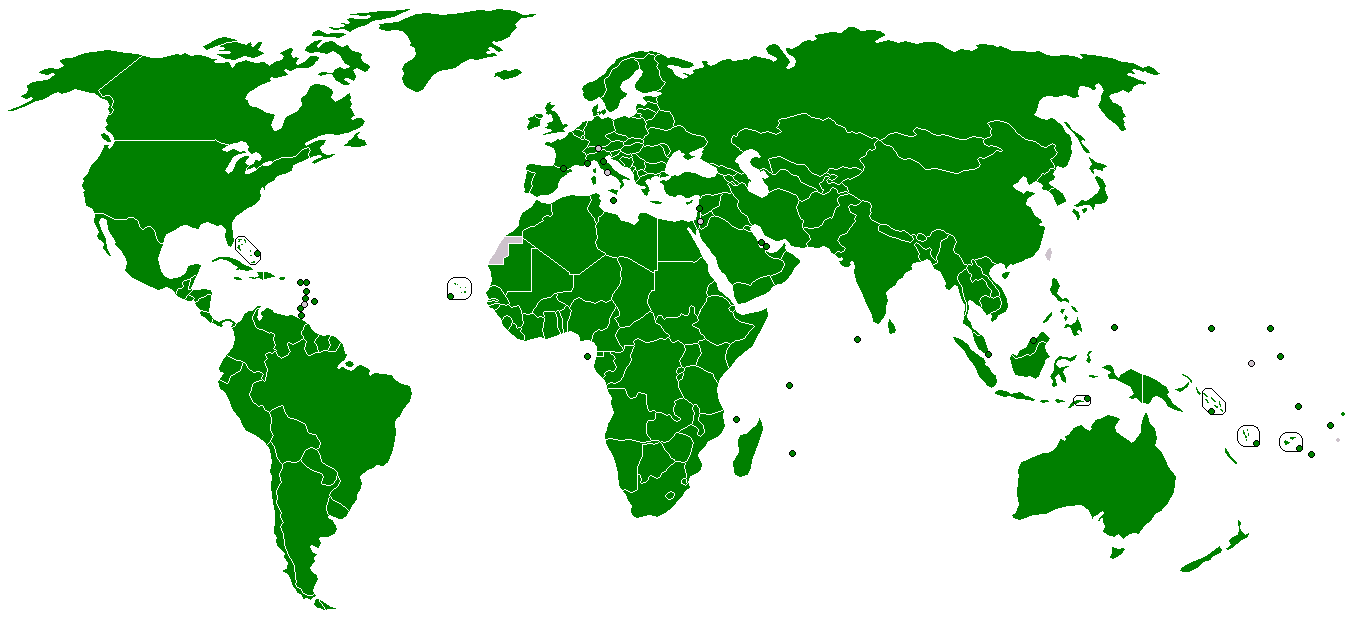
Estados miembros de la OACI

Para abril de 2019, los Estados miembros de la OACI son, en total, 193; la isla Dominica se convirtió en el Estado N° 193 en adherir al Convenio sobre Aviación Civil Internacional el 14 de marzo de 2019; ;Tuvalu adhirió al Convenio, como Estado N.º 192, a partir del 18 de noviembre de 2017.  Las Islas Cook se unieron al Convenio en 1986, aunque son un Estado asociado de Nueva Zelanda, país que las representa ante la Organización de las Naciones Unidas. El Principado de Liechtenstein no hace parte del Convenio de Chicago, aunque sí de la ONU, pero ha delegado su representación ante OACI al gobierno de Suiza. 
Taiwán asistió a la 38.ª Sesión de la Asamblea de la OACI en 2013, pero en 2016 se le negó tal invitación (posiblemente debido a la presión política de la República Popular China), a pesar de las expresiones de apoyo de los Estados Unidos para que Taiwán participara. Sin embargo, la República de China bajo el nombre de China Taipéi, es miembro de la Asociación Internacional de Transporte Aéreo (IATA).

## Sede permanente de la OACI
El 6 de junio de 1946, hacia el final de la primera Asamblea Provisional de la OPACI, se seleccionó a Montreal, Canadá, como sede permanente de la Organización, con 27 votos.
Las otras ciudades que eran candidatas en ese momento obtuvieron respectivamente:
París: 9 votos;
Ginebra: 4 votos;
Una ciudad de China por designar: 1 voto.
Chile propuso formalmente la elección de Montreal, recibiendo el apoyo en la Conferencia de Perú, el Reino Unido, los Estados Unidos y Australia.
¿Por qué se eligió Montreal? Además de destacar la excelente hospitalidad ofrecida desde los inicios de la OPACI por las autoridades federales, provinciales y municipales locales, los delegados ante la primera Asamblea Provisional de la OPACI reconocieron que Montreal era un centro estratégico con un potencial formidable de expansión económica, científica, técnica y aeronáutica. Incluso un delegado señaló que los vastos espacios del territorio canadiense ofrecerían posibilidades ilimitadas para la investigación y el desarrollo en el ámbito de la aviación.
Además había habido un cierto grado de competencia entre el Reino Unido y los Estados Unidos respecto de la sede definitiva de la OACI, ya que ambos países deseaban ser anfitriones de la Sede Permanente de la Organización.
Aunque en ese momento proseguían las negociaciones que culminarían en la elaboración de la Carta de las Naciones Unidas, ya se había aceptado el detalle de que la sede de la ONU en ciernes estaría en la ciudad de Nueva York. En consecuencia, se reconoció, además, que Montreal era una fórmula conciliatoria muy adecuada porque Canadá era, por un lado, un miembro importante del Commonwealth británico y, por otro, un vecino importante de los Estados Unidos. La proximidad geográfica entre Montreal y Nueva York también contribuyó a su selección.
Luis Alberto Escapa García, reconocido catedrático de la Universidad de León experto en Navegación Aérea, ejerce actualmente la representación honorífica de OACI en España, con rango de presidente local. 

## Funcionamiento
El órgano supremo de la OACI es la Asamblea y el órgano ejecutivo es el Consejo, conformado este por 36 Estados; ambos tienen su sede permanente y principal en Montreal, Canadá, pero se han destinado 7 Sedes Regionales para acercar el apoyo y coordinación de los Estados miembos, así:
- Bangkok: Oficina Regiones Asia y Pacífico (APAC);
- El Cairo: Oficina Región Oriente Medio (MID);
- Dakar: Oficina Regiones África occidental y central (WACAF);
- Lima: Oficina Región Sudamérica (SAM);
- México: Oficina Regiones Norteamérica, Centroamérica y Caribe (NACC);
- Nairobi: Oficina Regiones África oriental y meridional (ESAF);
- París: Oficina Regiones Europa y Atlántico septentrional (EUR/NAT);[16]

En la Asamblea están representados todos los Estados contratantes del Convenio de Chicago. En sus reuniones se examina la labor realizada por la Organización en el ámbito técnico, jurídico, económico y de asistencia técnica, y se fijan las directrices de los trabajos futuros de los demás órganos de la OACI. Esta asamblea tiene lugar al menos una vez cada tres años. El presidente es elegido por el Consejo pero no tiene que ser miembro de ese órgano. La representación legal de la OACI es ejercida mediante un secretario general que es designado por el Consejo para períodos de 3 años. A su vez, la OACI cuenta con varias Direcciones permanentes, que dan apoyo al Consejo y al Secretario tanto en lo técnico, como en lo legal, diplomático y administrativo.

## Consejo
El Consejo de la OACI es elegido por la Asamblea cada 3 años y consta de 36 miembros que son seleccionados bajo tres criterios o categorías según el Convenio de Chicago. El 41° período de sesiones de la Asamblea de la OACI eligió como miembros del Consejo para el período 2022-2025 a los siguientes Estados:
PARTE I (Estados de "mayor importancia" en el transporte aéreo): Alemania*, Australia*, Brasil*, Canadá*, China*, Estados Unidos*, Francia*, Italia*, Japón* y Reino Unido*.
Nota: La Federación de Rusia perdió su lugar en el Consejo por decisión de la Asamblea (votos insuficientes) al ser acusado de infringir el Convenio de Chicago (agresión contra Ucrania y matriculación doble de aeronaves sin certificado válido de aeronavegabilidad).
PARTE II (Estados que más contribuyen a proveer instalaciones y servicios para la navegación aérea civil internacional): Arabia Saudita*, Argentina*, Austria, Egipto*, España*, India*, Islandia, México*, Nigeria*, Singapur*, Sudáfrica* y Venezuela.
PARTE III (Estados que aseguran la representación geográfica): Bolivia, Chile, El Salvador, Emiratos Árabes Unidos*, Etiopía, Guinea Ecuatorial*, Ghana, Jamaica, Malasia*, Mauritania, Catar, República de Corea*, Rumania y Zimbabue.
Nota: * indica una reelección.

## Comisiones
Las funciones técnicas del Consejo se llevan a cabo a través de una serie de comisiones:
- Comisión de Aeronavegación
- Comité de Transporte Aéreo
- Comité de Ayudas Colectivas
- Comité de Finanzas
- Comité de Personal
- Comité sobre Interferencia Ilícita en la Aviación Civil y sus Instalaciones y Servicios
- Comité de Cooperación Técnica
- Comité Jurídico

## Algunos estándares
La OACI también se encarga de estandarizar determinadas funciones necesarias para las actividades de las aerolíneas, tales como el Sistema de transmisión de mensajes aeronáuticos. (AMHS) Esto lo convierte en una asociación de estandarización.
Cada país debe tener acceso a las llamadas publicaciones de información aeronáuticas (AIP), basadas en los estándares definidos por la OACI, donde se incluye información esencial para la navegación aérea. Estas publicaciones deben ser actualizadas por cada país cada 28 días y, además, incluir regulaciones definitivas sobre aeropuertos y el espacio aéreo. Según la OACI, los peligros temporales para la navegación aérea deben ser publicados usando los llamados NOTAMs (Notice to Air Men).
Se define por parte de la OACI una Atmósfera Estándar Internacional (también conocida como Atmósfera Estándar de la OACI - ISA-), un modelo de variación estándar referente a presión, temperatura, densidad y viscosidad en función de la altitud en la atmósfera terrestre. Esta puede llegar a ser muy útil en la calibración de instrumentos y diseño de aeronaves.
Otra de las actividades llevadas a cabo por la OACI es la estandarización de pasaportes de lectura automática mediante el uso de lectores automáticos en aeropuertos distribuidos por todo el mundo. Estos pasaportes contienen una pequeña región de información, la cual contiene líneas de código alfa-numérico, impresas de forma que sea posible leerlas mediante técnicas de lectura óptica de caracteres. Esto permite a las autoridades de control de fronteras y otras dependencias procesar dichos pasaportes de forma casi automática, sin tener que introducir la información de forma manual en sus ordenadores. La OACI publica el llamado Doc. 9303 Documentos de viaje de lectura automática (Machine Readable Travel Documents), en el que se establecen los estándares referentes a este tipo de documentos de lectura automática. Más recientemente, se han definido los estándares para pasaportes biométricos. Dicho documento contiene zonas de biometría que permiten la comprobación de identidad de los pasajeros . Esta información se incluye en un pequeño chip RFID, de forma similar al almacenamiento de información en tarjetas inteligentes de almacenamiento de datos. Además es posible incluir determinados tipos de información como una firma digital que permite garantizar la seguridad de la información contenida en el pasaporte.
Por último, la OACI participa activamente en la gestión de infraestructuras, incluyendo comunicación, navegación y gestión del tráfico aéreo, mediante el uso de tecnologías digitales (como sistemas de satélites con varios niveles de automatización) con el fin de mantener una gestión global del tráfico aéreo sin interrupciones o irregularidades.

## Publicaciones

### Anexos
Luego de la Conferencia de Chicago, comenzó la redacción de los anexos técnicos al Convenio, contentivos de normas y métodos recomendados (SARPS), las primeras de carácter obligatorio y los segundos de condición opcional en cuanto al cumplimiento y adopción por los Estados firmantes, recogiendo así prácticamente todos los aspectos relacionados con la aviación civil, incluido el transporte aéreo internacional, enfocado principalmente en alcanzar el más alto grado de uniformidad en las reglamentaciones de los distintos países participantes de manera que ello facilite y mejore la navegación aérea.
- Anexo 1 Licencias al personal. Define las normas y métodos recomendados para el otorgamiento de licencias y sus habilitaciones al personal aeronáutico (pilotos, otros tripulantes, operacional y de mantenimiento).
- Anexo 2 Reglamento del aire. Fija las normas y métodos recomendados que deben seguir los Estados en cuanto a las reglas generales de vuelo y uso del espacio aéreo.
- Anexo 3 Servicio meteorológico para la navegación aérea internacional. Contiene las normas y métodos recomendados para el suministro de la información meteorológica necesaria para el desempeño de las funciones de los explotadores, miembros de la tripulación de vuelo, dependencias de los servicios de tránsito aéreo, dependencias de los servicios de búsqueda y salvamento, administradores de aeronpuertos y demás interesados en el desarrollo de la navegación aérea internacional.

Parte I - SARPS básicos.
Parte II - Apéndices y adjuntos.
- Anexo 4 Cartas aeronáuticas. Establece las normás y métodos recomendados para el diseño, difusión y disponibilidad de la cartografía aeronáutica.

- Anexo 5 Unidades de medida que se emplearán en las operaciones aéreas y terrestres. Dispone la utilización de un sistema normalizado de unidades de medida basado en el Sistema Internacional de Unidades (SI) y otras unidades que no pertenecen a este sistema pero cuyo uso se considera necesario para la navegación aérea internacional.
- Anexo 6 Operación de aeronaves. Determina las normas y métodos recomendados relacionados con los requisitos, condiciones y limitaciones de operación de aeronaves de acuerdo con cada tipo de explotador autorizado.

Parte I - Transporte aéreo comercial internacional – Aviones.
Parte II - Aviación general internacional – Aviones.
Parte III - Operaciones internacionales – Helicópteros.
- Anexo 7 Marcas de nacionalidad y de matrícula de las aeronaves. Contiene las normas y métodos recomendados que deben atender los Estados en cuanto al registro de matrícula y nacionalidad de las aeronaves civiles.

- Anexo 8 Aeronavegabilidad. Expone las normas y métodos recomendados que deben cumplirse como mínimo para la certificación e inspección de las aeronaves.
- Anexo 9 Facilitación. Recoge las normas y métodos recomendados que deben seguir los Estados a fin de suprimir los obstáculos para el libre tránsito de pasajeros, mercancías y correo en el transporte aéreo internacional.
- Anexo 10 Telecomunicaciones aeronáuticas. Dispone las normas y métodos recomendados referidos al uso de equipos de telecomunicaciones, el espectro radioeléctrico, los procedimientos para las comunicaciones aeronáuticas y ayudas a la navegación aérea internacional.

Volumen I - Radioayudas para la navegación.
Volumen II - Procedimientos de comunicaciones incluso los que tienen categoría de PANS.
Volumen III - Sistemas de comunicación.
Parte I - Sistemas de comunicación con datos digitales.
Parte II - Sistemas de comunicación por voz. Volumen IV - Sistema de radar de vigilancia y sistema anticolisión. Volumen V - Utilización del espectro de radiofrecuencias aeronáuticas.
- Anexo 11 Servicios de tránsito aéreo. Establece las normas y métodos recomendados relativos al establecimiento y mantenimiento de los servicios de tránsito aéreo (control de tránsito aéreo, información de vuelo y alerta).
- Anexo 12 Búsqueda y salvamento. Define las normas y métodos recomendados que deben seguir los Estados para la organización y funcionamiento de las dependencias que han de prestar los servicios de búsqueda y salvamento de aeronaves en peligro.
- Anexo 13 Investigación de accidentes e incidentes de aviación. Contiene las normas y métodos recomendados relacionados con el desarrollo de las actividades de investigación de accidentes e incidentes de aviación, así como los procedimientos para las notificaciones y elaboración de los respectivos informes.
- Anexo 14 Aeródromos. Especifica las normas y métodos recomendados para el diseño y funcionamiento de los aeródromos.

Volumen I - Diseño y operaciones de aeródromos.
Volumen II - Helipuertos.
- Anexo 15 Servicios de información aeronáutica. Fija las normas y métodos recomendados relacionados con la recopilación y difusión de la información aeronáutica de interés para la navegación aérea internacional.
- Anexo 16 Protección del medio ambiente. Define las normas y métodos recomendados encaminados a la reducción de los efectos ambientales producidos por el ruido de las aeronaves y las emisiones de carbono a la atmósfera de los motores de las aeronaves.

Volumen I - Ruido de las aeronaves.
Volumen II - Emisión de los motores de las aeronaves.
Volumen III - Emisiones de CO2 de los aviones.
Volumen IV - Plan de compensación y reducción de carbono para la aviación internacional (CORSIA).
- Anexo 17 Seguridad – Protección de la aviación civil internacional contra los actos de interferencia ilícita. Establece las normas y métodos recomendados que deben seguir los Estados para proteger la seguridad de los pasajeros, la tripulación, el personal de tierra y el público en general, salvaguardando la aviación civil contra los actos de interferencia ilícita, y dar una respuesta rápida a cualquier amenaza creciente a la seguridad.
- Anexo 18 Transporte sin riesgos de mercancías peligrosas por vía aérea.[24] Dispone las normas y métodos recomendados referidos a los controles de seguridad requeridos para el transporte por vía aérea de mercancías consideradas peligrosas.
- Anexo 19 Gestión de la seguridad operacional.[25] Determina las normas y métodos recomendados que deben seguir los Estados y los explotadores de aeronaves en cuanto a las funciones de administración de los procesos operacionales que sirven de apoyo a la operación segura de las aeronaves.

### SARPS
Los SARPS son las normas y métodos recomendados internacionales, contenido básico de los Anexos (acrónimo del inglés Standard and Recommended Practices).
La norma es "toda especificación de características físicas, configuración, material, performance, personal o procedimiento, cuya aplicación uniforme se considera necesaria para la seguridad o regularidad de la navegación aérea internacional y a la que, de acuerdo con el Convenio, se ajustarán los Estados contratantes. En el caso de que sea imposible su cumplimiento, el Artículo 38 del Convenio estipula que es obligatorio hacer la correspondiente notificación al Consejo".
Un método recomendado es "toda especificación de características físicas, configuración, material, performance, personal o procedimiento, cuya aplicación uniforme se considera conveniente por razones de seguridad, regularidad o eficiencia de la navegación aérea internacional, y a la cual, de acuerdo con el Convenio, tratarán de ajustarse los Estados contratantes".
Para verificar que los Estados contratantes apliquen los SARPS, la OACI creó en 1999 el Programa Universal de Auditoría de la Vigilancia de la Seguridad Operacional USOAP, que consiste en una serie de auditorías operacionales periódicas y obligatorias que lleva a cabo la Organización en todos y cada uno de dichos Estados.

### Otros documentos
PANS: los Procedimientos para los Servicios de Navegación Aérea comprenden métodos de operaciones e instrucciones muy detalladas para ser consideradas normas o métodos recomendados. Suelen desarrollar los principios fundamentales formulados en los SARPs. Además, las especificaciones deben ser aplicadas a nivel mundial.
SUPS: los Procedimientos Suplementarios Regionales existen para cubrir las necesidades específicas de cada región.
Textos de orientación: son documentos que se publican como adjuntos a los Anexos o en documentos separados como manuales y circulares. Tienen el objetivo de complementar los SARPs y PANS.

## Distribución regional

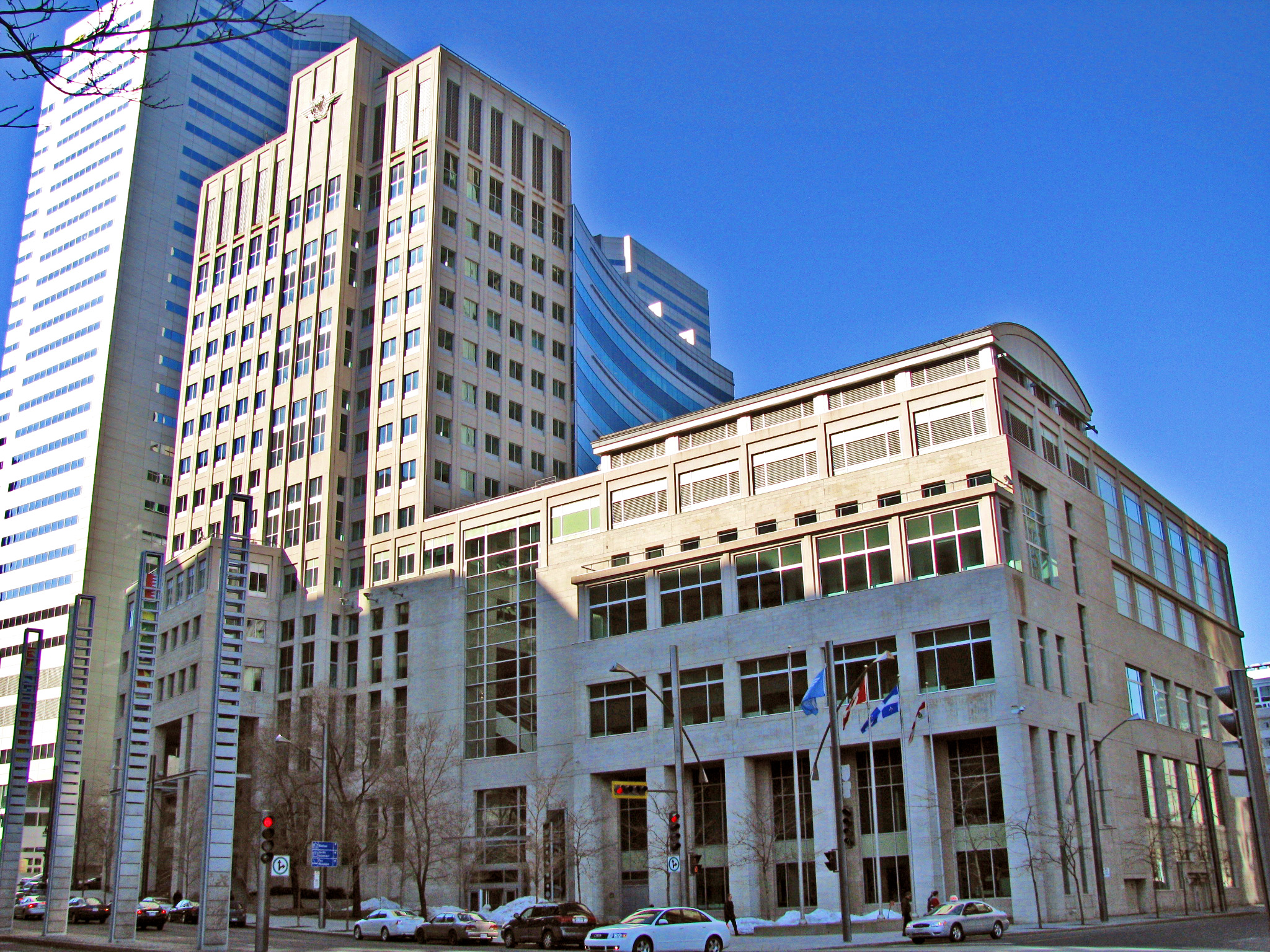
Sede principal de la OACI en Montreal, Canadá.

La función principal de las diferentes Oficinas Regionales de la OACI es redactar y mantener los Planes Regionales de Navegación Aérea actualizados.

### Regiones y localización de las diferentes sedes
- Sede Principal (HQ)                                                    (Montreal, Canadá)
- África Occidental y Central (WACAF)                         (Dakar, Senegal)
- África Oriental y Meridional (ESAF)                            (Nairobi, Kenia)
- Europa y Atlántico Norte (EUR)                                  (París, Francia)
- Oriente Medio (MID)                                                   (El Cairo, Egipto)
- Suramérica (SAM)                                                      (Lima, Perú)
- Asia y Pacífico (ASIA/PAC)                                        (Bangkok, Tailandia)
- Norteamérica, Centroamérica y el Caribe (NACC)     (Ciudad de México, México)

## Dirección General

### Lista de Secretarios Generales[27]
| Secretario                    | Procedencia  | Periodo        |
| ----------------------------- | ------------ | -------------- |
| Juan Carlos Salazar Gómez     | Colombia     | 2021–presente. |
| Fang Liu                      | China        | 2015–2021      |
| Raymond Benjamin              | Francia      | 2009–2015      |
| Taïeb Chérif                  | Argelia      | 2003–2009      |
| Renato Claudio Costa Pereira  | Brasil       | 1997–2003      |
| Philippe Rochat               | Suiza        | 1991–1997      |
| Shivinder Singh Sidhu         | India        | 1988–1991      |
| Yves Lambert                  | Francia      | 1976–1988      |
| Assad Kotaite                 | Líbano       | 1970–1976      |
| Bernardus Tielman Twigt       | Países Bajos | 1964–1970      |
| Ronald MacAllister Macdonnell | Canadá       | 1959–1964      |
| Carl Ljungberg                | Suecia       | 1952–1959      |
| Albert Roper                  | Francia      | 1944–1951      |

### Lista de presidentes del Consejo[29]
| Presidente             | Procedencia    | Periodo   |
| ---------------------- | -------------- | --------- |
| Salvatore Sciacchitano | Italia         | 2020–2025 |
| Olumuyiwa Benard Aliu  | Nigeria        | 2013–2019 |
| Roberto Kobeh González | México         | 2006–2013 |
| Assad Kotaite          | Líbano         | 1976–2006 |
| Walter Binaghi         | Argentina      | 1957–1976 |
| Edward Pearson Warner  | Estados Unidos | 1947–1957 |

## Código OACI
Tanto la OACI como IATA tienen su propio sistema de denominación de aeródromos. En el caso de la OACI con un siglo de 4 letras y en el de la IATA de 3 letras. El código de referencia de la OACI se basa en la región y país en la que se encuentra el aeródromo, por ejemplo el Aeropuerto de París-Charles de Gaulle tiene un código OACI de LFPG, donde L indica Europa del Sur, F, Francia, PG, Paris de Gaulle, mientras que el Aeropuerto de París-Orly tiene el código LFPO (la tercera letra a veces se refiere a la región de información de vuelo concreta o también puede ser que las dos últimas letras sean arbitrarias). En la mayoría de países, el código OACI y el IATA no están relacionados; por ejemplo, el aeropuerto Charles de Gaulle tiene asignado un código IATA de CDG. Sin embargo, el prefijo de localización referente a Estados Unidos es K y normalmente el código OACI suele utilizar también este prefijo. Por ejemplo, el código OACI de Los Angeles International Airport es KLAX. Canadá utiliza un sistema similar, donde se añade una C a un código IATA para crear un código OACI. Por ejemplo, el Aeropuerto Internacional de Calgary tiene asignado el siglo YYC o CYYC. (Por el contrario, los aeropuertos situados en Hawái y en la región del Pacífico tienen asignados códigos OACI que comienzan con PH; el código del Aeropuerto Internacional de Kona es PHKO. De forma similar en Alaska los códigos comienzan con PA. Merrill Field, por ejemplo será PAMR). Es importante destacar que no todos los aeródromos existentes tienen asignados códigos en ambos sistemas; por ejemplo, aeropuertos que no cuentan con servicio de aerolíneas no necesitan un código IATA.
La OACI además asigna un código de aerolínea de 3 letras (por el contrario la IATA asigna un código de 2 letras como por ejemplo UAL vs. UA para United Airlines). La OACI también provee de identificadores de telefonía a operadores de aeronaves de todo el mundo de una o dos palabras usado por radio normalmente, similar al nombre del operador de la aeronave. Por ejemplo, el identificador internacional de Japan Airlines es JAL y el nombre del operador es Japan Air mientras que para Aer Lingus es EIN y Shamrock. Por tanto, un vuelo de Japan Airlines número 111 se denominaría como "JAL 111" y pronunciado como "Japan one one one" a través de radio mientras un vuelo de Aer Lingus con igual número se denominaría "EIN 111" y pronunciado "Shamrock one one one". En Estados Unidos, las prácticas de la FAA requieren que los dígitos numéricos del denominador sean leídos en un formato de grupo ("Japan Air uno once" sobre el ejemplo anterior) mientras que dígitos individuales son utilizados para numerar vuelos civiles inesperados.
La OACI mantiene los estándares de registro de aeronaves, incluyendo códigos alfanuméricos para identificar el país de registro. Por ejemplo, la numeración de registro de aeronaves registradas en Estados Unidos comienza por N.
La OACI también es responsable de detectar códigos alfanuméricos de aeronaves que contengan de dos a cuatro caracteres. Estos códigos dan la identificación que es normalmente utilizada en planes de vuelo. El Boeing 747 utilizaría B741, B742, B743, etc., dependiendo de variante específica.

## OACI y el cambio climático
Las emisiones producidas por la aviación internacional están específicamente excluidas de los objetivos fijados por el llamado Protocolo Kioto. En su lugar, el acuerdo invita a los países más desarrollados a tratar de alcanzar la limitación o reducción a través de la Organización de Aviación Civil Internacional. El comité de gestión medioambiental de la OACI continua considerando la potencial mejora que puede suponer el uso de mediciones basadas en el mercado en forma de cargos adicionales, sin embargo es poco probable que este tipo de medidas se adopten de forma internacional. En la actualidad, este comité se encarga de desarrollar directrices para los estados y aerolíneas que desean incluir la aviación en un plan de mitigación de emisiones que les permita alcanzar los objetivos fijados en Kioto.
Por otra parte, las emisiones producidas por la aviación regular se encuentran incluidas en dicho protocolo. Esto ha significado el desarrollo de ciertas políticas de reducción de emisiones como costes adicionales por emisiones en países como Países Bajos y Noruega. Aun así, sigue sin existir ninguna restricción en el uso de queroseno en vuelos internacionales.

### Acuerdo de la aviación internacional sobre la emisión de CO2, octubre de 2016
En 6 de octubre de 2016, la OACI formalizó un acuerdo entre sus 191 miembros con objetivo de reducir las más de 1000 toneladas de dióxido de carbono emitidas anualmente por vuelos internacional de transporte de pasajeros y carga. Este acuerdo utilizará un esquema de acción llamado CORSIA (the Carbon Offsetting and Reduction Scheme for International Aviation) de forma que todo tipo de actividades de reducción de emisiones de carbono son directamente financiadas por el sector. Aunque, este esquema de acción no entrará en vigor hasta 2021 y será voluntario hasta el 2027, algunos países como EE.  UU. y China se han comprometido a su cumplimiento para 2020. Se pretende reducir un 80 % las emisiones registradas hasta la fecha para 2035.
Cabe destacar que el acuerdo contiene algunos puntos críticos, como por ejemplo, que no se encuentra en concordancia con el acuerdo para la protección del cambio climático firmado en 2015, dicho acuerdo pretende reducir el calentamiento global de 1,5 a 2 grados centígrados. CORSIA solo regulará en torno al 25 % de las emisiones total dado que aunque en una versión primaria del acuerdo se pedía a la aviación internacional la medición de las emisiones, esta restricción fue eliminada de la versión final acordada. Algunos grandes emisores como Rusia o India no serán controlados y muchos países no han accedido a participar en el periodo voluntario del acuerdo.

## Investigación de accidentes aéreos
La mayoría de las investigaciones de accidentes son llevadas a cabo por agencias relacionadas directamente con el país donde ha ocurrido dicho accidente. La OACI se ha encargado de llevar a cabo tres investigaciones referentes a accidentes aéreos:
1. Vuelo 114 Libyan Arab Airlines, derribado por las fuerzas armadas israelíes el 21 de febrero de 1973 sobre la Península del Sinaí durante un período de tensión política (guerra de Yom Kipur) que generó la muerte de 108 personas.
2. Vuelo 007 de Korean Air Lines, derribado por la Unión Soviética el 1 de septiembre de 1983 sobre la Isla Moneron al este de la Isla de Sajalín durante la Guerra Fría, con el desenlace de 269 personas fallecidas.
3. Vuelo UTA 772, destruido por una bomba el 19 de septiembre de 1989 sobre el Desierto del Sahara en Nigeria. El artefacto explotó en pleno vuelo acabando con la vida de 156 pasajeros y 15 miembros de la tripulación.[38]